# Dasychira citronella
Dasychira citronella är en fjärilsart som beskrevs av Matsumura 1927. Dasychira citronella ingår i släktet Dasychira och familjen tofsspinnare. Inga underarter finns listade i Catalogue of Life.